# Drosica
Drosica is een geslacht van vlinders uit de familie van de echte motten (Tineidae). De wetenschappelijke naam werd voor het eerst geldig gepubliceerd door Francis Walker in 1863, met de beschrijving van Drosica abjectella uit Zuid-Afrika (Kaapkolonie).
Er is verder nog een soort in dit geslacht beschreven, namelijk Drosica memorialis uit Java, door Edward Meyrick in 1921.